# كنيسين
كنيسين هي مادة كيميائية توجد في نباتات معينة ، بما في ذلك نبتة الشوك المبارك. تم استخدامه في بعض الثقافات لعلاج بعض المشاكل الطبية. قد يكون لها تأثيرات مضادة للالتهابات ومضادة للسرطان. هو نوع من لاكتون سيسكيتيربين، وله الصيغة الجزيئية {\displaystyle {\ce {C20H26O7}}}. ويحتوي كينسين على الكربون بنسبة 63.48٪؜، الأكسجين بنسبة 29.60٪؜ والهيدروجين بنسبة 6.93٪؜.

## وصف المركب
المركب الكيميائي كنيسين له خواص مضادة للالتهابات، والمضادات الحيوية ومضادة للجراثيم وتسمم الخلايا. ويمنع امتصاص الجذور للماء ويمنع نمو الشتلات اللاحقة ولكن ليس له أي تأثير أثناء نمو النبات.
ويوجد كنيسين بتركيز أعلى وأدنى في الأوراق (0.86-3.86٪) والسيقان على التوالي.
ويمتلك المركب نشاطًا مثبطًا قويًا ضد طفيلي البروتوزوان المثقبي البروسي، الذي يسبب داء المثقبيات الأفريقي البشري (HAT). وعلى الرغم من أن كينسين له بنية مثيرة للاهتمام ونشاط بيولوجي فعّال، إلا أنه لم يتم الوصول إلى دراسات تركيبية عميقة لـكينسين.

### توليف الكنيسين
يتم في المركب كينسين تخليق جزء سلسلة حمض الكربوكسيل المحمي في ذرة الكربون الثامنة عبر مسارين بدءًا من حمض الأسكوربيك. بالإضافة إلى ذلك، تم إجراء الأسترة بين السلسلة الجانبية الاصطناعية ومشتق سالونيتنوليد، والذي يمكن تحقيقه عن طريق التحلل المائي للسنسين وحماية الكحول الأولي. وهكذا ، تم تحقيق شبه توليف الكنيسين.

## التخزين
يتم الاحتفاظ بالقارورة المحتوية على كنيسين محكمة الإغلاق، ويمكن تخزينها لمدة تصل إلى 24 شهرًا (2-8 درجة مئوية). حيثما أمكن، يجب إعداد المحلول من كنيسين واستخدامه في نفس اليوم.
ومع ذلك، فإنه يُوصى بتخزين المحلول على هيئة أجزاء صغيرة في قوارير محكمة الإغلاق عند درجة حرارة -20 درجة مئوية. بشكل عام، ستكون هذه العينات قابلة للاستخدام لمدة تصل إلى أسبوعين.
قبل الاستخدام وقبل فتح القارورة، يُوصى بالسماح لكنيسين بالتوازن مع درجة حرارة الغرفة لمدة ساعة واحدة على الأقل.